# Lindbergita
La lindbergita és un mineral de la classe dels compostos orgànics, que pertany al grup de la humboldtina. Va ser descoberta l'any 2001 a Boca Rica, Minas Gerais, Brasil i rep el seu nom en honor de Marie Louise Lindberg-Smith (1918–2005) del Servei Geològic dels Estats Units que va descriure per primera vegada diverses espècies de minerals.

## Característiques
La lindbergita és un oxalat dihidratat de manganès de fórmula química Mn(C₂O₄)(H₂O)₂. És l'anàleg mineral amb manganès de la humboldtina. Cristal·litza en el sistema monoclínic. És de color blanc a blanc grisenc i la seva duresa a l'escala de Mohs és 2,5.
Segons la classificació de Nickel-Strunz, la lindbergita pertany a «10.AB - Sals d'àcids orgànics: oxalats» juntament amb els següents minerals: humboldtina, gluixinskita, moolooïta, stepanovita, minguzzita, wheatleyita, zhemchuzhnikovita, weddel·lita, whewel·lita, caoxita, oxammita, natroxalat, coskrenita-(Ce), levinsonita-(Y), zugshunstita-(Ce) i novgorodovaïta.

## Formació i jaciments
La lindbergita ha estat trobada en molts indrets del món, a Alemanya, Àustria, Botsuana, el Brasil, el Canadà, els Estats Units, Hongria, Itàlia, el Regne Unit, la República Txeca i Rússia.